# Varsity (roeiwedstrijd)

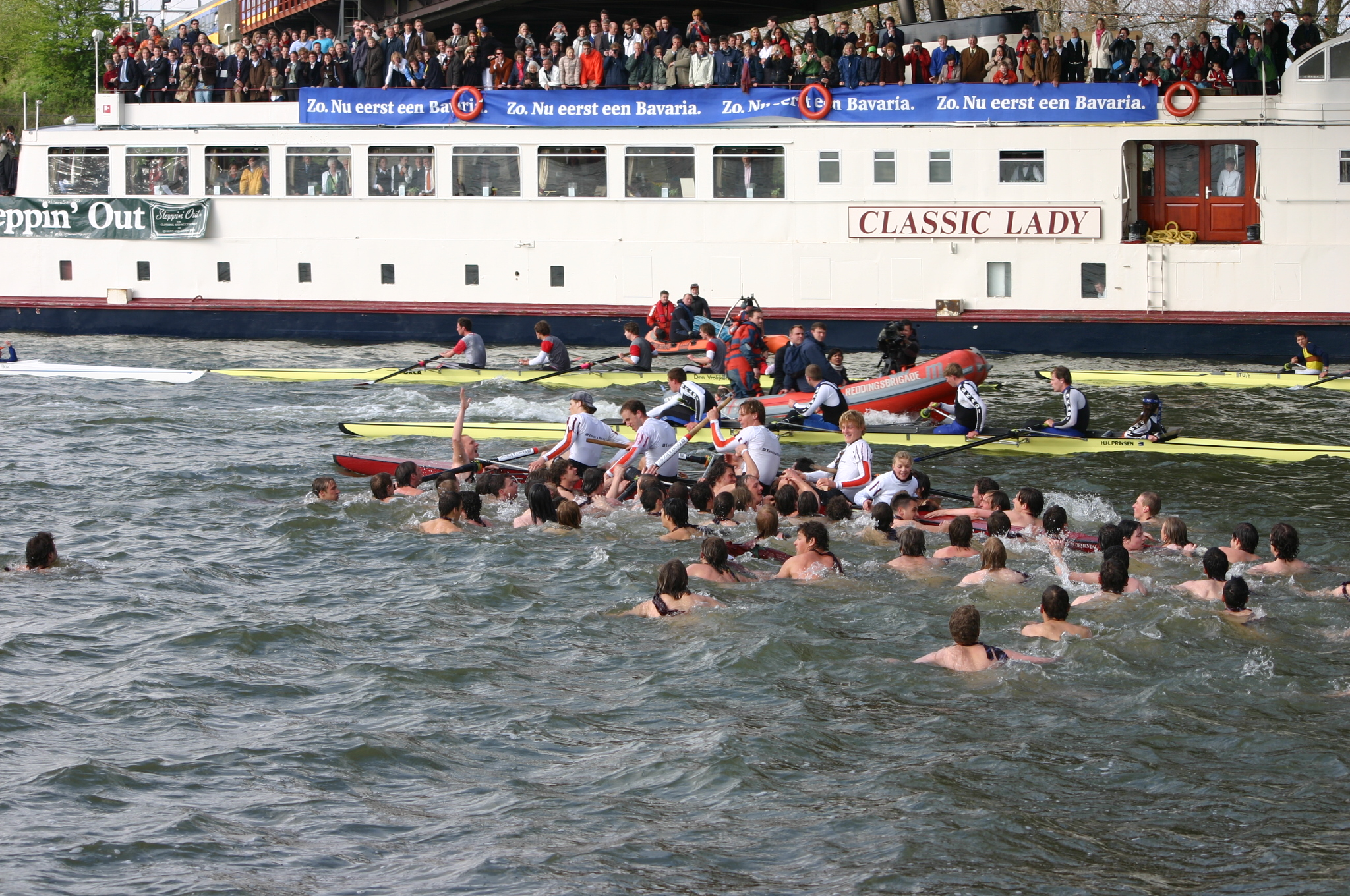
Varsity 2005 (Houten)

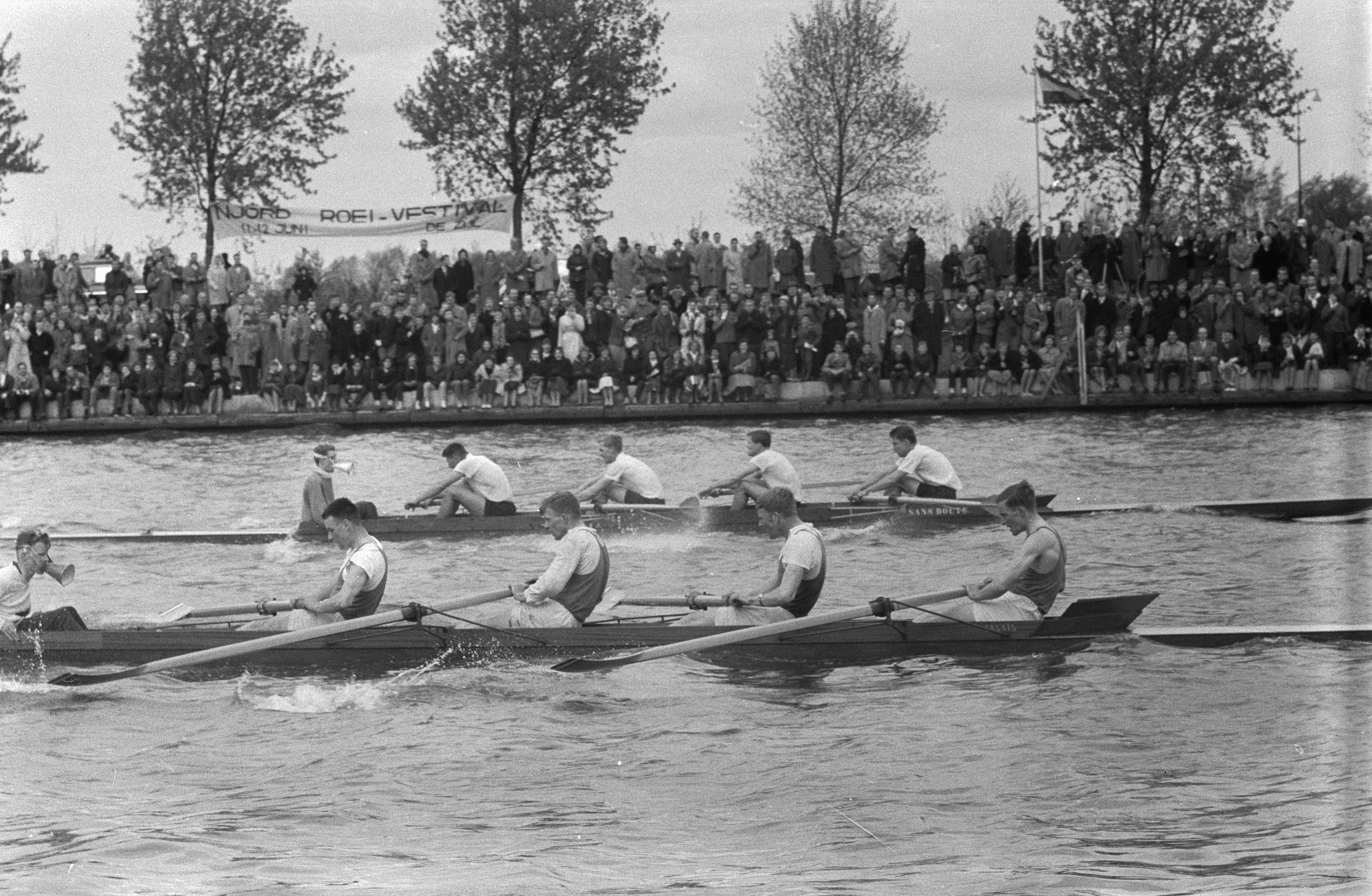
Varsity 1960 (Jutphaas)

De Nationale Universiteitsroeiwedstrijden 'Varsity', of simpelweg de Varsity, is een roeiwedstrijd voor studenten in Nederland op het Amsterdam-Rijnkanaal bij Houten. De wedstrijd wordt elk jaar georganiseerd door leden van de Utrechtsche Studenten Roeivereeniging "Triton", uit naam van de KNSRB.
De term "Varsity" is een verbastering van het woord 'university'. De wedstrijd komt dan ook uit Engeland en is vanouds de wedstrijd tussen de roeiteams van de universiteiten. Zie ook The Boat Race.

## Geschiedenis
De wedstrijd werd voor het eerst geroeid op 2 juli 1878 (toen nog op het Galgewater in Leiden), als uitdagingswedstrijd tussen het in 1874 opgerichte K.S.R.V. Njord uit Leiden en het in 1876 opgerichte D.S.R.V. Laga uit Delft. Deze eerste Varsity eindigde na 3200 meter in een overwinning voor Laga. De initiatiefnemers hadden voor ogen een jaarlijks weerkerend festijn te organiseren, naar voorbeeld van de al jarenlange bestaande race tussen de roeiploegen van Oxford en Cambridge op de Theems in Londen. Het roeien geschiedde toen nog niet in een lange rechte baan: er waren twee keerboeien in de baan gelegd. De boten waren destijds 'inrigged', een type boot dat wel overeenkomst vertoont met vissersbootjes. De bankjes konden niet glijden, ze zaten vast.
In 1880 werd Triton opgericht en zo deden er in 1882 drie ploegen mee aan de derde Varsity, welke ditmaal gewonnen werd door Njord. Deze wedstrijden deden het voornemen opvatten om jaarlijks een race te varen tussen de drie verenigingen. Organisator zou zijn de Studenten Roeibond, bestaande uit de bestuurders van de drie aangesloten verenigingen. En vanaf 1883 was De Nederlandsche Studentenroeibond een feit. De eerste officiële Varsity, gehouden op 30 juni 1883, zou meteen de laatste zijn waarbij maar een nummer verroeid werd. Njord kwam in deze wedstrijd als eerste en enige over de finish. Laga en Triton waren met elkaar in aanvaring gekomen bij de draaiboei die halverwege de baan op 1700 meter lag. In 1884 werd het Varsity programma uitgebreid met de nummers Jonge Twee, Jonge Vier en Oude Twee. In 1901, 1902 en 1903 was het hoofdnummer niet de Oude Vier, maar de Oude Acht, welke zijn gewonnen door Laga.
In 1941 werd de Varsity door de bezetter verboden. Het Utrechtse Triton mocht echter op 22 juni toch roeiwedstrijden organiseren omdat zij een lustrum vierden. Njord uit Leiden en Laga uit Delft waren hierbij aanwezig. De aanwezigen zongen tot slot gezamenlijk het Wilhelmus. Enkele maanden later werden de studentenverenigingen opgeheven.
Vanaf 1973 waren alle NSRF-leden, behalve vrouwen, welkom op de Varsity. Pas in 1976 mochten ook vrouwen meedoen aan de Varsity.

## Hoofdnummers
Er worden veel verschillende nummers gestart op de Varsity, maar de belangrijkste nummers van de Varsity zijn de Hoofdnummers (de Oude Vier en de Dames Vier). In tegenstelling tot andere roeiwedstrijden worden in deze nummers de boot altijd gevuld met leden van één vereniging. De winnaars van deze nummers wordt gezien als 'de winnaars' van de Varsity en de roeiers ontvangen een 'gouden blik' en een toegangsbewijs voor het leven. Wanneer een van de hoofdnummers wordt gewonnen is het mos dat de leden van die vereniging bloot, doch niet naakt (slechts een das) het water inspringen om hun winnaars te feliciteren, ook is het gebruikelijk (en vastgelegd in de bepalingen) dat de winnende vereniging(en) een receptie en een kroegjool aanbiedt aan alle leden van de deelnemende verenigingen, haar eigen leden en de toeschouwers van de Varsity.
Het mos is overigens dat receptie en kroegjool worden gehouden op de Sociëteit van het Corps van de winnende vereniging, waarbij de Senaat (in Leiden: het Collegium) de receptie aanbiedt. De kroegjool wordt deels omgeslagen over de leden van het Corps en deels betaald door de winnende vereniging. De kroegjool is bedoeld voor leden van het Corps (en Varsity-toeschouwers lid van andere ASV-verenigingen), de leden van de winnende vereniging en de deelnemers aan de Varsity.

### Winnaars Oude Vier[4]
| Jaar                       | Datum     | Editie | Locatie                       | Winnaar       | Stad      | No. |
| -------------------------- | --------- | ------ | ----------------------------- | ------------- | --------- | --- |
| 1878                       | 2 juli    | 1      | Galgewater Leiden             | D.S.R.V. Laga | Delft     | 1   |
| 1879: Niet gehouden        |           |        |                               |               |           |     |
| 1880                       | 13 juni   | 2      | Galgewater Leiden             | D.S.R.V. Laga | Delft     | 2   |
| 1881                       | 9 oktober | 3      | De Schie Zweth                | D.S.R.V. Laga | Delft     | 3   |
| 1882                       | 9 oktober | 4      | Galgewater Leiden             | KSRV Njord    | Leiden    | 1   |
| 1883                       | 30 juni   | 5      | Oude Rijn Oudshoorn           | KSRV Njord    | Leiden    | 2   |
| 1884                       | 5 oktober | 6      | Oude Rijn Oudshoorn           | KSRV Njord    | Leiden    | 3   |
| 1885                       | 31 mei    | 7      | Noorder-Buitenspaarne Haarlem | KSRV Njord    | Leiden    | 4   |
| 1886                       | 30 mei    | 8      | Noorder-Buitenspaarne Haarlem | KSRV Njord    | Leiden    | 5   |
| 1887                       | 22 mei    | 9      | Noorder-Buitenspaarne Haarlem | KSRV Njord    | Leiden    | 6   |
| 1888                       | 27 mei    | 10     | Noorder-Buitenspaarne Haarlem | D.S.R.V. Laga | Delft     | 4   |
| 1889                       | 26 mei    | 11     | Noorder-Buitenspaarne Haarlem | KSRV Njord    | Leiden    | 7   |
| 1890                       | 1 juni    | 12     | Noorder-Buitenspaarne Haarlem | D.S.R.V. Laga | Delft     | 5   |
| 1891                       | 31 mei    | 13     | Noorder-Buitenspaarne Haarlem | ASR Nereus    | Amsterdam | 1   |
| 1892                       | 29 mei    | 14     | Noorder-Buitenspaarne Haarlem | ASR Nereus    | Amsterdam | 2   |
| 1893                       | 4 juni    | 15     | Noorder-Buitenspaarne Haarlem | ASR Nereus    | Amsterdam | 3   |
| 1894                       | 27 mei    | 16     | Noorder-Buitenspaarne Haarlem | ASR Nereus    | Amsterdam | 4   |
| 1895                       | 28 mei    | 17     | Noorder-Buitenspaarne Haarlem | U.S.R. Triton | Utrecht   | 1   |
| 1896                       | 31 mei    | 18     | Noorder-Buitenspaarne Haarlem | U.S.R. Triton | Utrecht   | 2   |
| 1897                       | 7 juni    | 19     | Noorder-Buitenspaarne Haarlem | U.S.R. Triton | Utrecht   | 3   |
| 1898                       | 30 mei    | 20     | Noorder-Buitenspaarne Haarlem | U.S.R. Triton | Utrecht   | 4   |
| 1899                       | 26 mei    | 21     | Noorder-Buitenspaarne Haarlem | ASR Nereus    | Amsterdam | 5   |
| 1900                       | 27 mei    | 22     | Noorder-Buitenspaarne Haarlem | KSRV Njord    | Leiden    | 8   |
| 1901                       | 2 juni    | 23     | Noorder-Buitenspaarne Haarlem | D.S.R.V. Laga | Delft     | 6   |
| 1902                       | 4 juni    | 24     | De Schie Zweth                | D.S.R.V. Laga | Delft     | 7   |
| 1903                       | 24 mei    | 25     | De Schie Zweth                | D.S.R.V. Laga | Delft     | 8   |
| 1904                       | 5 juni    | 26     | De Schie Zweth                | ASR Nereus    | Amsterdam | 6   |
| 1905                       | 28 mei    | 27     | De Schie Zweth                | ASR Nereus    | Amsterdam | 7   |
| 1906                       | 24 mei    | 28     | De Schie Zweth                | KSRV Njord    | Leiden    | 9   |
| 1907                       | 20 mei    | 29     | De Schie Zweth                | D.S.R.V. Laga | Delft     | 9   |
| 1908                       | 28 mei    | 30     | De Schie Zweth                | KSRV Njord    | Leiden    | 10  |
| 1909                       | 20 mei    | 31     | De Schie Zweth                | ASR Nereus    | Amsterdam | 8   |
| 1910                       | 16 mei    | 32     | De Schie Zweth                | ASR Nereus    | Amsterdam | 9   |
| 1911                       | 25 mei    | 33     | De Schie Zweth                | U.S.R. Triton | Utrecht   | 5   |
| 1912                       | 16 mei    | 34     | De Schie Zweth                | U.S.R. Triton | Utrecht   | 6   |
| 1913                       | 12 mei    | 35     | De Schie Zweth                | D.S.R.V. Laga | Delft     | 10  |
| 1914                       | 31 mei    | 36     | De Schie Zweth                | D.S.R.V. Laga | Delft     | 11  |
| 1915                       | 13 mei    | 37     | Noordzeekanaal Noord-Holland  | D.S.R.V. Laga | Delft     | --  |
| 1916                       | 1 juni    | 38     | Noordzeekanaal Noord-Holland  | ASR Nereus    | Amsterdam | --  |
| 1917                       | 17 mei    | 39     | Noordzeekanaal Noord-Holland  | D.S.R.V. Laga | Delft     | 12  |
| 1918                       | 20 mei    | 40     | Noordzeekanaal Noord-Holland  | G.S.R. Aegir  | Groningen | 1   |
| 1919                       | 25 mei    | 41     | Noordzeekanaal Noord-Holland  | ASR Nereus    | Amsterdam | 10  |
| 1920                       | 13 mei    | 42     | Noordzeekanaal Noord-Holland  | D.S.R.V. Laga | Delft     | 13  |
| 1921                       | 5 mei     | 43     | Noordzeekanaal Noord-Holland  | ASR Nereus    | Amsterdam | 11  |
| 1922                       | 25 mei    | 44     | Noordzeekanaal Noord-Holland  | D.S.R.V. Laga | Delft     | 14  |
| 1923                       | 10 mei    | 45     | Noordzeekanaal Noord-Holland  | D.S.R.V. Laga | Delft     | 15  |
| 1924                       | 11 mei    | 46     | Noordzeekanaal Noord-Holland  | ASR Nereus    | Amsterdam | 12  |
| 1925                       | 21 mei    | 47     | Noordzeekanaal Noord-Holland  | D.S.R.V. Laga | Delft     | 16  |
| 1926                       | 13 mei    | 48     | Noordzeekanaal Noord-Holland  | D.S.R.V. Laga | Delft     | 17  |
| 1927                       | 28 mei    | 49     | Noordzeekanaal Noord-Holland  | D.S.R.V. Laga | Delft     | 18  |
| 1928                       | 17 mei    | 50     | Noordzeekanaal Noord-Holland  | ASR Nereus    | Amsterdam | 13  |
| 1929                       | 9 mei     | 51     | Noordzeekanaal Noord-Holland  | KSRV Njord    | Leiden    | 11  |
| 1930                       | 11 mei    | 52     | Noordzeekanaal Noord-Holland  | U.S.R. Triton | Utrecht   | 7   |
| 1931                       | 14 mei    | 53     | Noordzeekanaal Noord-Holland  | ASR Nereus    | Amsterdam | 14  |
| 1932                       | 5 mei     | 54     | Noordzeekanaal Noord-Holland  | ASR Nereus    | Amsterdam | 15  |
| 1933                       | 25 mei    | 55     | Noordzeekanaal Noord-Holland  | U.S.R. Triton | Utrecht   | 8   |
| 1934                       | 10 mei    | 56     | Noordzeekanaal Noord-Holland  | ASR Nereus    | Amsterdam | 16  |
| 1935                       | 30 mei    | 57     | Noordzeekanaal Noord-Holland  | ASR Nereus    | Amsterdam | 17  |
| 1936                       | 21 mei    | 58     | Noordzeekanaal Noord-Holland  | U.S.R. Triton | Utrecht   | 9   |
| 1937                       | 6 mei     | 59     | Boschbaan Amsterdam           | U.S.R. Triton | Utrecht   | 10  |
| 1938                       | 15 mei    | 60     | Boschbaan Amsterdam           | D.S.R.V. Laga | Delft     | 19  |
| 1939                       | 18 mei    | 61     | Boschbaan Amsterdam           | D.S.R.V. Laga | Delft     | 20  |
| 1940                       | 5 mei     | 62     | Amsterdam-Rijnkanaal Jutphaas | D.S.R.V. Laga | Delft     | 21  |
| 1941 - 1945: Niet gehouden |           |        |                               |               |           |     |
| 1946                       | 5 mei     | 63     | Amsterdam-Rijnkanaal Jutphaas | U.S.R. Triton | Utrecht   | 11  |
| 1947                       | 11 mei    | 64     | Amsterdam-Rijnkanaal Jutphaas | U.S.R. Triton | Utrecht   | 12  |
| 1948                       | 2 mei     | 65     | Amsterdam-Rijnkanaal Jutphaas | U.S.R. Triton | Utrecht   | 13  |
| 1949                       | 1 mei     | 66     | Amsterdam-Rijnkanaal Jutphaas | KSRV Njord    | Leiden    | 12  |
| 1950                       | 7 mei     | 67     | Amsterdam-Rijnkanaal Jutphaas | KSRV Njord    | Leiden    | 13  |
| 1951                       | 6 mei     | 68     | Amsterdam-Rijnkanaal Jutphaas | KSRV Njord    | Leiden    | 14  |
| 1952                       | 27 april  | 69     | Amsterdam-Rijnkanaal Jutphaas | ASR Nereus    | Amsterdam | 18  |
| 1953                       | 3 mei     | 70     | Amsterdam-Rijnkanaal Jutphaas | ASR Nereus    | Amsterdam | 19  |
| 1954                       | 2 mei     | 71     | Amsterdam-Rijnkanaal Jutphaas | KSRV Njord    | Leiden    | 15  |
| 1955                       | 1 mei     | 72     | Amsterdam-Rijnkanaal Jutphaas | D.S.R.V. Laga | Delft     | 22  |
| 1956                       | 6 mei     | 73     | Amsterdam-Rijnkanaal Jutphaas | G.S.R. Aegir  | Groningen | 2   |
| 1957                       | 5 mei     | 74     | Amsterdam-Rijnkanaal Jutphaas | D.S.R.V. Laga | Delft     | 23  |
| 1958                       | 27 april  | 75     | Amsterdam-Rijnkanaal Jutphaas | ASR Nereus    | Amsterdam | 20  |

| Jaar                | Datum    | Editie | Locatie                       | Winnaar          | Stad       | No.  |
| ------------------- | -------- | ------ | ----------------------------- | ---------------- | ---------- | ---- |
| 1959                | 3 mei    | 76     | Amsterdam-Rijnkanaal Jutphaas | ASR Nereus       | Amsterdam  | 21   |
| 1960                | 1 mei    | 77     | Amsterdam-Rijnkanaal Jutphaas | KSRV Njord       | Leiden     | 15,5 |
| 1960                | 1 mei    | 77     | Amsterdam-Rijnkanaal Jutphaas | W.S.R. Argo      | Wageningen | 0,5  |
| 1961                | 16 mei   | 78     | Amsterdam-Rijnkanaal Jutphaas | W.S.R. Argo      | Wageningen | 1,5  |
| 1962                | 6 mei    | 79     | Amsterdam-Rijnkanaal Jutphaas | ASR Nereus       | Amsterdam  | 22   |
| 1963                | 6 mei    | 80     | Amsterdam-Rijnkanaal Jutphaas | KSRV Njord       | Leiden     | 16,5 |
| 1964                | 24 mei   | 81     | Amsterdam-Rijnkanaal Jutphaas | U.S.R. Triton    | Utrecht    | 14   |
| 1965                | 2 mei    | 82     | Amsterdam-Rijnkanaal Jutphaas | ASR Nereus       | Amsterdam  | 23   |
| 1966                | 1 mei    | 83     | Amsterdam-Rijnkanaal Jutphaas | ASR Nereus       | Amsterdam  | 24   |
| 1967                | 7 mei    | 84     | Amsterdam-Rijnkanaal Jutphaas | U.S.R. Triton    | Utrecht    | 15   |
| 1968                | 5 mei    | 85     | Amsterdam-Rijnkanaal Jutphaas | D.S.R.V. Laga    | Delft      | 24   |
| 1969                | 27 april | 86     | Amsterdam-Rijnkanaal Jutphaas | ASR Nereus       | Amsterdam  | 25   |
| 1970                | 3 mei    | 87     | Amsterdam-Rijnkanaal Houten   | D.S.R.V. Laga    | Delft      | 25   |
| 1971                | 2 mei    | 88     | Boschbaan Amsterdam           | ASR Nereus       | Amsterdam  | 26   |
| 1972                | 7 mei    | 89     | Amsterdam-Rijnkanaal Houten   | D.S.R.V. Laga    | Delft      | 26   |
| 1973                | 6 mei    | 90     | Amsterdam-Rijnkanaal Houten   | D.S.R.V. Laga    | Delft      | 27   |
| 1974                | 5 mei    | 91     | Amsterdam-Rijnkanaal Houten   | G.S.R. Aegir     | Groningen  | 3    |
| 1975                | 27 april | 92     | Amsterdam-Rijnkanaal Houten   | G.S.R. Aegir     | Groningen  | 4    |
| 1976                | 2 mei    | 93     | Amsterdam-Rijnkanaal Houten   | D.S.R.V. Laga    | Delft      | 28   |
| 1977                | 1 mei    | 94     | Amsterdam-Rijnkanaal Houten   | ASR Nereus       | Amsterdam  | 27   |
| 1978                | 16 april | 95     | Amsterdam-Rijnkanaal Houten   | G.S.R. Aegir     | Groningen  | 5    |
| 1979                | 27 april | 96     | Amsterdam-Rijnkanaal Houten   | ASR Nereus       | Amsterdam  | 28   |
| 1980                | 26 april | 97     | Amsterdam-Rijnkanaal Houten   | A.U.S.R. Orca    | Utrecht    | 1    |
| 1981                | 2 mei    | 98     | Amsterdam-Rijnkanaal Houten   | ARSR Skadi       | Rotterdam  | 1    |
| 1982                | 24 april | 99     | Amsterdam-Rijnkanaal Houten   | G.S.R. Aegir     | Groningen  | 6    |
| 1983                | 15 april | 100    | Amsterdam-Rijnkanaal Houten   | A.U.S.R. Orca    | Utrecht    | 2    |
| 1984                | 28 april | 101    | Amsterdam-Rijnkanaal Houten   | KSRV Njord       | Leiden     | 17,5 |
| 1985                | 28 april | 102    | Amsterdam-Rijnkanaal Houten   | KSRV Njord       | Leiden     | 18,5 |
| 1986                | 27 april | 103    | Amsterdam-Rijnkanaal Houten   | KSRV Njord       | Leiden     | 19,5 |
| 1987                | 26 april | 104    | Amsterdam-Rijnkanaal Houten   | KSRV Njord       | Leiden     | 20,5 |
| 1988                | 24 april | 105    | Amsterdam-Rijnkanaal Houten   | KSRV Njord       | Leiden     | 21,5 |
| 1989                | 23 april | 106    | Amsterdam-Rijnkanaal Houten   | R.S.V.U. Okeanos | Amsterdam  | 1    |
| 1990                | 22 april | 107    | Amsterdam-Rijnkanaal Houten   | D.S.R.V. Laga    | Delft      | 29   |
| 1991                | 14 april | 108    | Amsterdam-Rijnkanaal Houten   | ASR Nereus       | Amsterdam  | 29   |
| 1992                | 19 april | 109    | Amsterdam-Rijnkanaal Houten   | ARSR Skadi       | Rotterdam  | 2    |
| 1993                | 18 april | 110    | Amsterdam-Rijnkanaal Houten   | ASR Nereus       | Amsterdam  | 30   |
| 1994                | 17 april | 111    | Amsterdam-Rijnkanaal Houten   | ASR Nereus       | Amsterdam  | 31   |
| 1995                | 23 april | 112    | Amsterdam-Rijnkanaal Houten   | D.R.V. Euros     | Enschede   | 1    |
| 1996                | 14 april | 113    | Amsterdam-Rijnkanaal Houten   | ASR Nereus       | Amsterdam  | 32   |
| 1997                | 13 april | 114    | Amsterdam-Rijnkanaal Houten   | D.S.R.V. Laga    | Delft      | 30   |
| 1998                | 19 april | 115    | Amsterdam-Rijnkanaal Houten   | ASR Nereus       | Amsterdam  | 33   |
| 1999                | 18 april | 116    | Amsterdam-Rijnkanaal Houten   | A.U.S.R. Orca    | Utrecht    | 3    |
| 2000                | 16 april | 117    | Amsterdam-Rijnkanaal Houten   | A.U.S.R. Orca    | Utrecht    | 4    |
| 2001                | 8 april  | 118    | Amsterdam-Rijnkanaal Houten   | ARSR Skadi       | Rotterdam  | 3    |
| 2002                | 7 april  | 119    | Amsterdam-Rijnkanaal Houten   | ASR Nereus       | Amsterdam  | 34   |
| 2003                | 13 april | 120    | Amsterdam-Rijnkanaal Houten   | ASR Nereus       | Amsterdam  | 35   |
| 2004                | 11 april | 121    | Amsterdam-Rijnkanaal Houten   | A.U.S.R. Orca    | Utrecht    | 5    |
| 2005                | 10 april | 122    | Amsterdam-Rijnkanaal Houten   | ASR Nereus       | Amsterdam  | 36   |
| 2006                | 9 april  | 123    | Amsterdam-Rijnkanaal Houten   | ARSR Skadi       | Rotterdam  | 4    |
| 2007                | 15 april | 124    | Amsterdam-Rijnkanaal Houten   | ARSR Skadi       | Rotterdam  | 5    |
| 2008                | 6 april  | 125    | Amsterdam-Rijnkanaal Houten   | ARSR Skadi       | Rotterdam  | 6    |
| 2009                | 12 april | 126    | Amsterdam-Rijnkanaal Houten   | ARSR Skadi       | Rotterdam  | 7    |
| 2010                | 11 april | 127    | Amsterdam-Rijnkanaal Houten   | ARSR Skadi       | Rotterdam  | 8    |
| 2011                | 10 april | 128    | Amsterdam-Rijnkanaal Houten   | ASR Nereus       | Amsterdam  | 37   |
| 2012                | 8 april  | 129    | Amsterdam-Rijnkanaal Houten   | ASR Nereus       | Amsterdam  | 38   |
| 2013                | 7 april  | 130    | Amsterdam-Rijnkanaal Houten   | ASR Nereus       | Amsterdam  | 39   |
| 2014                | 6 april  | 131    | Amsterdam-Rijnkanaal Houten   | ASR Nereus       | Amsterdam  | 40   |
| 2015                | 5 april  | 132    | Amsterdam-Rijnkanaal Houten   | ARSR Skadi       | Rotterdam  | 9    |
| 2016                | 10 april | 133    | Amsterdam-Rijnkanaal Houten   | ASR Nereus       | Amsterdam  | 41   |
| 2017                | 9 april  | 134    | Amsterdam-Rijnkanaal Houten   | ASR Nereus       | Amsterdam  | 42   |
| 2018                | 8 april  | 135    | Amsterdam-Rijnkanaal Houten   | ASR Nereus       | Amsterdam  | 43   |
| 2019                | 7 april  | 136    | Amsterdam-Rijnkanaal Houten   | U.S.R. Triton    | Utrecht    | 16   |
| 2020: Niet gehouden |          |        |                               |                  |            |      |
| 2021                | 13 juni  | 137    | Amsterdam-Rijnkanaal Houten   | ASR Nereus       | Amsterdam  | 44   |
| 2022                | 3 april  | 138    | Amsterdam-Rijnkanaal Houten   | ASR Nereus       | Amsterdam  | 45   |
| 2023                | 2 april  | 139    | Amsterdam-Rijnkanaal Houten   | U.S.R. Triton    | Utrecht    | 17   |
| 2024                | 7 april  | 140    | Amsterdam-Rijnkanaal Houten   | U.S.R. Triton    | Utrecht    | 18   |
| 2025                | 6 april  | 141    | Amsterdam-Rijnkanaal Houten   | A.A.S.R. Skøll   | Amsterdam  | 1    |

### Stand der overwinningen Oude Vier
1. Nereus 45
2. Laga 30
3. Njord 21½ (*)
4. Triton 18
5. Skadi 9
6. Aegir 6
7. Orca 5
8. Argo 1½ (*)
9. Euros 1
10. Okeanos 1
11. Skøll 1

(*) Wordt veroorzaakt door de dead heat van 1960

### Winnaars Dames Vier
| Jaar                                             | Datum   | Editie | Locatie                     | Winnaar        | Stad      | No. |
| ------------------------------------------------ | ------- | ------ | --------------------------- | -------------- | --------- | --- |
| 2006                                             | 9 april | 1      | Amsterdam-Rijnkanaal Houten | A.A.S.R. Skøll | Amsterdam | 1   |
| 2007 - 2016: Niet verroeid (geen inschrijvingen) |         |        |                             |                |           |     |
| 2017                                             | 9 april | 2      | Amsterdam-Rijnkanaal Houten | ASR Nereus     | Amsterdam | 1   |
| 2018                                             | 8 april | 3      | Amsterdam-Rijnkanaal Houten | ASR Nereus     | Amsterdam | 2   |
| 2019                                             | 7 april | 4      | Amsterdam-Rijnkanaal Houten | ASR Nereus     | Amsterdam | 3   |
| 2020: Niet gehouden                              |         |        |                             |                |           |     |
| 2021                                             | 13 juni | 5      | Amsterdam-Rijnkanaal Houten | A.A.S.R. Skøll | Amsterdam | 2   |
| 2022                                             | 3 april | 6      | Amsterdam-Rijnkanaal Houten | ASR Nereus     | Amsterdam | 4   |
| 2023                                             | 2 april | 7      | Amsterdam-Rijnkanaal Houten | ARSR Skadi     | Rotterdam | 1   |
| 2024                                             | 7 april | 8      | Amsterdam-Rijnkanaal Houten | A.U.S.R. Orca  | Utrecht   | 1   |
| 2025                                             | 6 april | 9      | Amsterdam-Rijnkanaal Houten | D.S.R.V. Laga  | Delft     | 1   |

### Stand der overwinningen Dames Vier
1. Nereus 4
2. Skøll 2
3. Skadi 1
4. Orca 1
5. Laga 1

Bron:

## Overnaedsche 4+
Alle nummers die op de Varsity verroeid worden, zijn een strijd tussen wedstrijdploegen. Daarnaast is er een nummer voor één competitieploeg per studentenroeivereniging in Nederland. Binnen sommige roeiverenigingen wordt gespard tussen de meest fanatieke competitieploegen om te bepalen welk heren- en damesploeg dit nummer mogen starten. Bij andere verenigingen wordt gespard tussen zogenaamde 'duo-leden': zij die lid zijn van zowel studentenroeivereniging als corps. Zij roeien de wedstrijd (2 km) in de 'Overnaedsche 4+', een houten 4+ die bovengemiddeld zwaar is vanwege de constructie van de boot. Deze is niet uit een gekromd stuk hout of plastic gemaakt, maar uit kleine houten latjes die als dakpannen over elkaar gelegd zijn. Ook moet boot voorafgaand aan de wedstrijd een tijd in het water liggen, dit zodat het hout het water opneemt en de boot blijft drijven. 

## Locaties
- 1878 - 1882 - Galgewater te Leiden
- 1883 - 1884 - Rijn bij Oudshoorn
- 1885 - 1901 - Noorder-Buitenspaarne te Haarlem
- 1902 - 1914 - De Schie te Zweth
- 1915 - 1936 - Noordzeekanaal
- 1937 - 1939 - Boschbaan in Amsterdam
- 1940 - 1969 - Amsterdam-Rijnkanaal bij Jutphaas en Utrecht
- 1970 - Amsterdam-Rijnkanaal bij Houten (Plofsluis)
- 1971 - Boschbaan in Amsterdam
- 1972 - 1979 - Amsterdam-Rijnkanaal bij Houten (Plofsluis)
- 1980 - heden - Amsterdam-Rijnkanaal bij Houten (Schalkwijksebrug)